# Konya

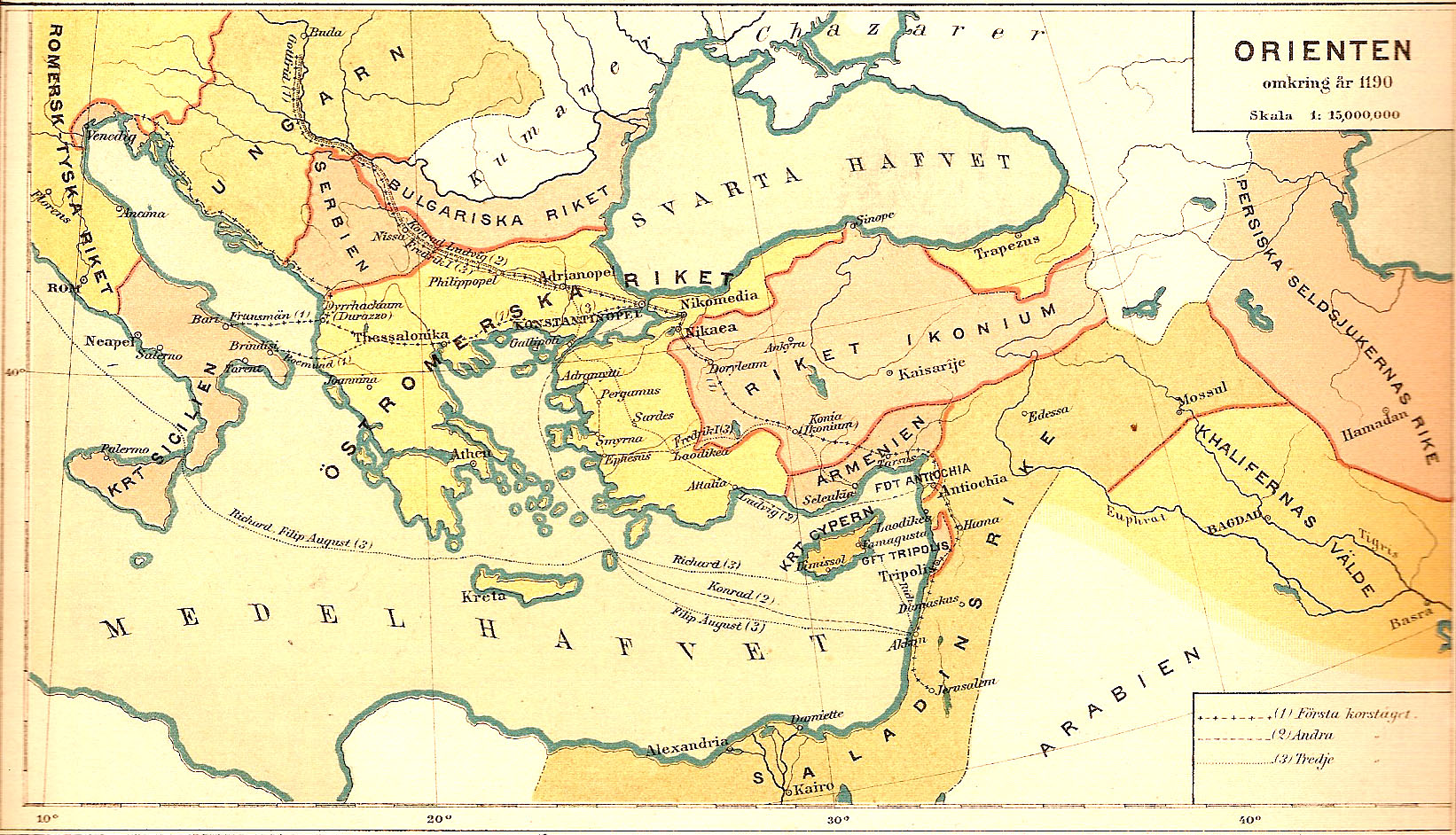
Historisk karta över Orienten 1190 e.Kr. Konya som eget rike, "Riket Ikonium" – staden finns med som "Konia".

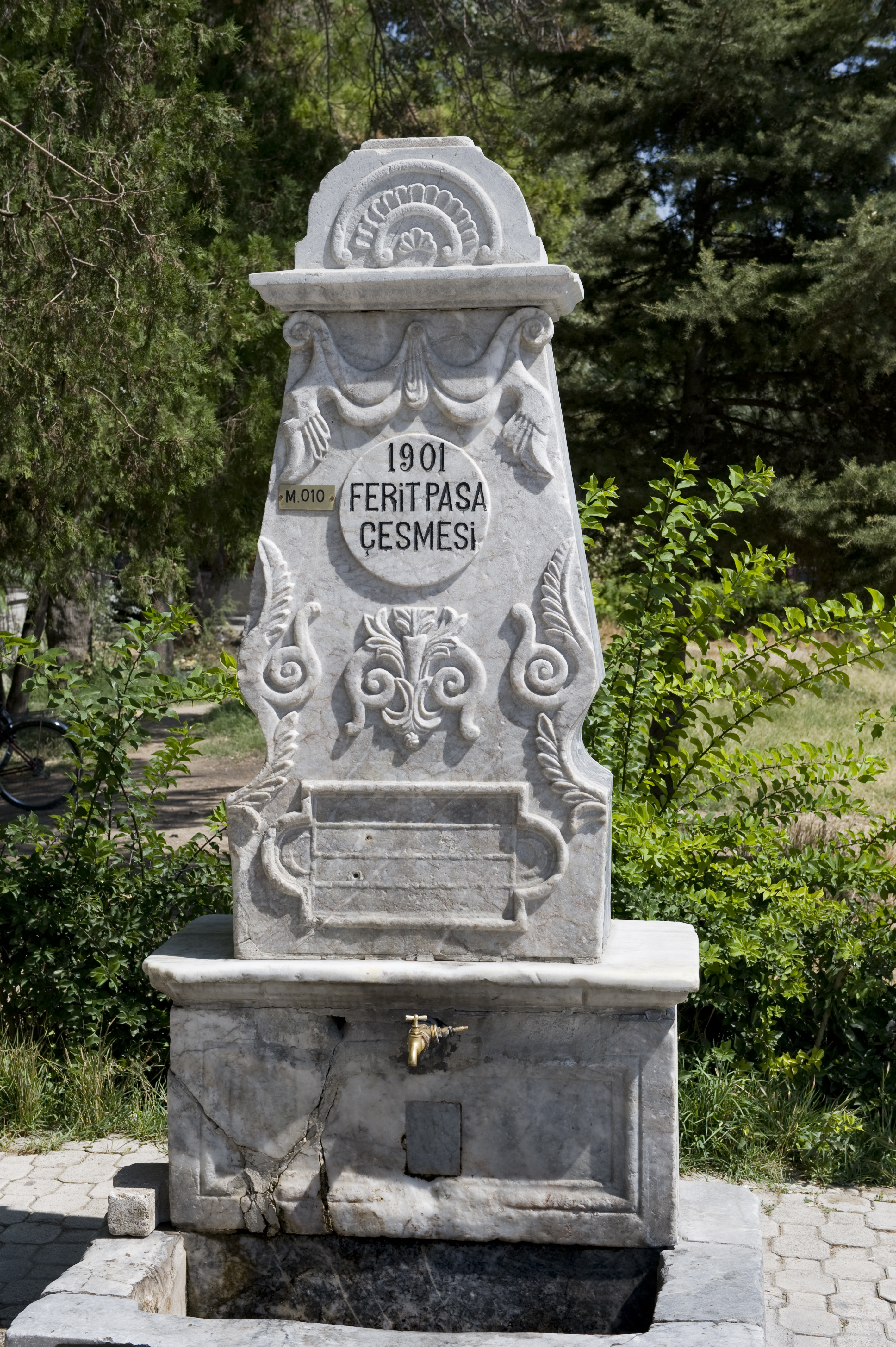
Dricksvattenfontän i Konya.

Konya (uttalas /kɔnja/; äldre stavningar är bland andra Koniah, Konieh, Konia, Qunia; historiskt känt som Iconium på latin, Ικόνιον (Ikónion) på grekiska) i centrala Turkiet och är den administrativa huvudorten för provinsen med samma namn. Konya är en av landets största städer, med 1 122 007 invånare i slutet av 2011. Storstadskommunen omfattar delar i de tre distrikten Karatay, Meram och Selçuklu.  
Aposteln Paulus besökte enligt Apostlagärningarna staden, som då kallades Iconium, under sina resor på 50-talet e.Kr. Från 1097 till 1243 tjänade Konya som huvudstad åt det seldjukiska Rumsultanatet. Från 1322 var den karamanernas huvudstad tills den år 1420 erövrades av osmanerna.